# 빌리 마틴 (1981년)
빌리 마틴(Billy Martin, 1981년 6월 15일 - )은 미국의 음악가로, 굿 샬럿의 일원이다.